# Copa Asiática de Futsal 2024
La Copa Asiática de Futsal 2024 (en tailandés: ฟุตซอลชิงแชมป์เอเชีย 2024) fue la 17ª edición de la Copa Asiática de Futsal, torneo de fútbol sala que se realiza cada dos años y es organizado por la Confederación Asiática de Fútbol a nivel de selecciones nacionales de Asia.
Participaron 16 equipos provenientes de una ronda de clasificación y los cuatro mejores equipos del torneo clasificaron a la Copa Mundial de fútbol sala de la FIFA 2024 a celebrarse en Uzbekistán. Como Uzbekistán ya está clasificado para el mundial como país organizador, en caso de llegar a las semifinales se jugaría un playoff para definir al último clasificado.

## Participantes
| Equipo         | Participaciones | Última participación | Mejor participación                                                              |
| -------------- | --------------- | -------------------- | -------------------------------------------------------------------------------- |
| Tailandia      | 17              | 2022                 | Finalista (2008, 2012)                                                           |
| China          | 13              | 2018                 | 4° lugar (2008, 2010)                                                            |
| Afganistán     | 1               | -                    | Debut                                                                            |
| Arabia Saudita | 3               | 2022                 | Fase de grupos (2016, 2022)                                                      |
| Irán           | 17              | 2022                 | Campeón (1999, 2000, 2001, 2002, 2003, 2004, 2005, 2007, 2008, 2010, 2016, 2018) |
| Kirguistán     | 16              | 2018                 | 3° lugar (2005)                                                                  |
| Vietnam        | 7               | 2022                 | 4° lugar (2016)                                                                  |
| Corea del Sur  | 15              | 2022                 | 4° lugar (2002)                                                                  |
| Tayikistán     | 12              | 2022                 | Cuartos de final (2007)                                                          |
| Birmania       | 2               | 2018                 | Fase de grupos (2018)                                                            |
| Kuwait         | 13              | 2022                 | 4° lugar (2003, 2014)                                                            |
| Baréin         | 4               | 2022                 | Cuartos de final (2018)                                                          |
| Uzbekistán     | 17              | 2022                 | Finalista (2001, 2006, 2010, 2016)                                               |
| Irak           | 13              | 2022                 | 4° lugar (2018)                                                                  |
| Japón          | 17              | 2022                 | Campeón (2006, 2012, 2014, 2022)                                                 |
| Australia      | 8               | 2016                 | 4° lugar (2012)                                                                  |

## Sedes
| Bangkok                | Bangkok |
| Indoor Stadium Huamark | Bangkok |
| Capacidad: 8,000       | Bangkok |
|                        | Bangkok |
| Bangkok Arena          | Bangkok |
| Capacidad: 12,000      | Bangkok |
|                        | Bangkok |

## Sorteo
El sorteo se realizó el 14 de diciembre de 2023 en la sede de la AFC en Kuala Lumpur, Malasia.
| Pot 1                 | Pot 2      | Pot 3         | Pot 4          |
| --------------------- | ---------- | ------------- | -------------- |
| Tailandia (anfitrión) | Japón      | Irán          | Uzbekistán     |
| Tayikistán            | Kuwait     | Vietnam       | Arabia Saudita |
| Irak                  | Baréin     | Corea del Sur | Birmania       |
| Afganistán            | Kirguistán | Australia     | China          |

## Fase de grupos

### Grupo A
| Pos. | Equipo        | Pts. | PJ | G | E | P | GF | GC | Dif. | Clasificación |
| ---- | ------------- | ---- | -- | - | - | - | -- | -- | ---- | ------------- |
| 1    | Tailandia (H) | 9    | 3  | 3 | 0 | 0 | 10 | 2  | +8   | Fase final    |
| 2    | Vietnam       | 4    | 3  | 1 | 1 | 1 | 3  | 3  | 0    | Fase final    |
| 3    | Birmania      | 4    | 3  | 1 | 1 | 1 | 4  | 7  | −3   |               |
| 4    | China         | 0    | 3  | 0 | 0 | 3 | 2  | 7  | −5   |               |

 Fuente: 
Criterios de clasificación: 
| 17 de abril de 2024 | Vietnam               | 1-1 | Birmania          | Indoor Stadium Huamark, Bangkok    |                                    |
|                     | Đào Minh Quảng 23:20' |     | Ko Ko Lwin 28:31' | Árbitro(s): Ebrahim Mehrabi Afshar | Árbitro(s): Ebrahim Mehrabi Afshar |

| 17 de abril de 2024 | Tailandia                                           | 3-1 | China          | Indoor Stadium Huamark, Bangkok |                                |
|                     | - Apiwat 12:00' - Suphawut 12:42' - Muhammad 15:12' |     | Xu Yang 39:49' | Árbitro(s): Hiroyuki Kobayashi  | Árbitro(s): Hiroyuki Kobayashi |

| 19 de abril de 2024 | China | 0-1 | Vietnam                     | Indoor Stadium Huamark, Bangkok    |                                    |
|                     |       |     | Nhan Gia Hưng 10:51' (pen.) | Árbitro(s): Gelareh Nazemi Deylami | Árbitro(s): Gelareh Nazemi Deylami |

| 19 de abril de 2024 | Birmania | 0-5 | Tailandia                                                                         | Indoor Stadium Huamark, Bangkok |                               |
|                     |          |     | - Itticha 7:42' - Suphawut 20:47', 37:56' (pen.) - Muhammad 29:25' - Panat 35:00' | Árbitro(s): Nikita Afinogenov   | Árbitro(s): Nikita Afinogenov |

| 21 de abril de 2024 | Tailandia                          | 2-1 | Vietnam              | Indoor Stadium Huamark, Bangkok |                                |
|                     | - Muhammad 11:28' - Worasak 29:08' |     | Từ Minh Quang 20:29' | Árbitro(s): Eisa Abdulhoussain  | Árbitro(s): Eisa Abdulhoussain |

| 21 de abril de 2024 | Birmania                                                                | 3-1 | China                      | Bangkok Arena, Bangkok      |                             |
|                     | - Hlaing Min Tun 15:57' - Shen Siming 16:57' (a.g.) - Ko Ko Lwin 33:53' |     | Yakepujiang Maimaiti 9:34' | Árbitro(s): Wahyu Wicaksono | Árbitro(s): Wahyu Wicaksono |

### Grupo B
| Pos. | Equipo         | Pts. | PJ | G | E | P | GF | GC | Dif. | Clasificación |
| ---- | -------------- | ---- | -- | - | - | - | -- | -- | ---- | ------------- |
| 1    | Uzbekistán     | 9    | 3  | 3 | 0 | 0 | 10 | 4  | +6   | Fase final    |
| 2    | Irak           | 6    | 3  | 2 | 0 | 1 | 12 | 7  | +5   | Fase final    |
| 3    | Arabia Saudita | 3    | 3  | 1 | 0 | 2 | 6  | 10 | −4   |               |
| 4    | Australia      | 0    | 3  | 0 | 0 | 3 | 6  | 13 | −7   |               |

 Fuente: 
Criterios de clasificación: 
| 17 de abril de 2024 | Uzbekistán                                  | 3-2 | Australia                         | Bangkok Arena, Bangkok         |                                |
|                     | - Usmonov 20:39' - Rakhmatov 20:58', 35:30' |     | - Giovenali 4:59' - Garner 37:18' | Árbitro(s): Eisa Abdulhoussain | Árbitro(s): Eisa Abdulhoussain |

| 17 de abril de 2024 | Arabia Saudita   | 1-5 | Irak                                                                                       | Bangkok Arena, Bangkok         |                                |
|                     | Al-Otaibi 10:31' |     | - Al-Husaynat 0:51' - Al-Bayati 4:24' - Al-Taie 6:11' - Al-Ogaili 23:30' - Sulaiman 31:27' | Árbitro(s): Pornnarong Grairod | Árbitro(s): Pornnarong Grairod |

| 19 de abril de 2024 | Australia                     | 2-4 | Arabia Saudita                                                | Bangkok Arena, Bangkok |                    |
|                     | - De Melo 22:47' - Dib 28:57' |     | - Aroan 22:16', 25:16' - Al-Maleh 30:13' - Al-Maghrabi 39:39' | Árbitro(s): An Ran     | Árbitro(s): An Ran |

| 19 de abril de 2024 | Irak             | 1-4 | Uzbekistán                                                         | Bangkok Arena, Bangkok        |                               |
|                     | Al-Ogaili 37:12' |     | - Usmonov 10:08' - Adilov 15:24' - Tulkinov 25:24' - Juraev 27:52' | Árbitro(s): Hussain Al-Bahhar | Árbitro(s): Hussain Al-Bahhar |

| 21 de abril de 2024 | Uzbekistán                                               | 3-1 | Arabia Saudita | Bangkok Arena, Bangkok      |                             |
|                     | - Adilov 24:40' - Akhmetzyanov 31:05' - Elmurodov 38:57' |     | Mohamed 2:08'  | Árbitro(s): Fahad Al-Hosani | Árbitro(s): Fahad Al-Hosani |

| 21 de abril de 2024 | Irak                                                                                         | 6-2 | Australia                     | Indoor Stadium Huamark, Bangkok   |                                   |
|                     | - Al-Husaynat 13:30' - Sulaiman 29:57', 32:21' - Al-Obaidi 30:22', 33:44' - Al-Bayati 35:44' |     | - Kouta 12:52' - Adeli 13:15' | Árbitro(s): Ebrahim Mehrabiafshar | Árbitro(s): Ebrahim Mehrabiafshar |

### Grupo C
| Pos. | Equipo        | Pts. | PJ | G | E | P | GF | GC | Dif. | Clasificación |
| ---- | ------------- | ---- | -- | - | - | - | -- | -- | ---- | ------------- |
| 1    | Tayikistán    | 5    | 3  | 1 | 2 | 0 | 5  | 3  | +2   | Fase final    |
| 2    | Kirguistán    | 5    | 3  | 1 | 2 | 0 | 10 | 9  | +1   | Fase final    |
| 3    | Japón         | 4    | 3  | 1 | 1 | 1 | 8  | 4  | +4   |               |
| 4    | Corea del Sur | 1    | 3  | 0 | 1 | 2 | 5  | 12 | −7   |               |

 Fuente: 
Criterios de clasificación: 
| 18 de abril de 2024 | Tayikistán                     | 2-0 | Corea del Sur | Bangkok Arena, Bangkok      |                             |
|                     | - Aliev 5:02' - Sardorov 8:19' |     |               | Árbitro(s): Hassan Al-Gburi | Árbitro(s): Hassan Al-Gburi |

| 18 de abril de 2024 | Japón                           | 2-3 | Kirguistán                                                | Bangkok Arena, Bangkok  |                         |
|                     | - Arai 37:34' - Tsutsumi 38:16' |     | - Dzhanat Uulu 12:24' - Alimov 20:34' - Kubanychov 30:40' | Árbitro(s): Andrew Best | Árbitro(s): Andrew Best |

| 20 de abril de 2024 | Kirguistán                             | 2-2 | Tayikistán                     | Bangkok Arena, Bangkok          |                                 |
|                     | - Makhmadaminov 36:25' - Alimov 39:49' |     | - Khojaev 9:00' - Aliev 29:23' | Árbitro(s): Abdulaziz Al-Sarraf | Árbitro(s): Abdulaziz Al-Sarraf |

| 20 de abril de 2024 | Corea del Sur | 0-5 | Japón                                                                     | Bangkok Arena, Bangkok |                        |
|                     |               |     | - Arai 4:12', 22:30' - Hirata 8:51' (pen.), 18:31' (pen.) - Nibuya 34:50' | Árbitro(s): Zari Fathi | Árbitro(s): Zari Fathi |

| 22 de abril de 2024 | Japón         | 1-1 | Tayikistán      | Bangkok Arena, Bangkok       |                              |
|                     | Ishida 11:05' |     | Sharipov 25:38' | Árbitro(s): Trương Quốc Dũng | Árbitro(s): Trương Quốc Dũng |

| 22 de abril de 2024 | Corea del Sur | 5-5 | Kirguistán                                                                                | Indoor Stadium Huamark, Bangkok |                       |
|                     | - Lim Seung-ju 6:46' - Lee Han Wool 10:25' - Kim Seung-hyun 11:49' - Kyoung Jeong-soo 24:53' - Yoo Kyung-Dong 38:56' |     | - Amanbaev 3:42' - Kubanychov 15:09', 26:13' - Makhmadaminov 27:43' - Dzhanat Uulu 29:28' | Árbitro(s): Lee Po-fu           | Árbitro(s): Lee Po-fu |

### Grupo D
| Pos. | Equipo     | Pts. | PJ | G | E | P | GF | GC | Dif. | Clasificación |
| ---- | ---------- | ---- | -- | - | - | - | -- | -- | ---- | ------------- |
| 1    | Irán       | 9    | 3  | 3 | 0 | 0 | 12 | 4  | +8   | Fase final    |
| 2    | Afganistán | 4    | 3  | 1 | 1 | 1 | 7  | 8  | −1   | Fase final    |
| 3    | Kuwait     | 4    | 3  | 1 | 1 | 1 | 5  | 8  | −3   |               |
| 4    | Baréin     | 0    | 3  | 0 | 0 | 3 | 6  | 10 | −4   |               |

 Fuente: 
Criterios de clasificación: 
| 18 de abril de 2024 | Irán                                        | 3-1 | Afganistán     | Indoor Stadium Huamark, Bangkok |                             |
|                     | - Karimi 9:27' - Ahmadabbasi 20:09', 21:11' |     | Gholami 26:01' | Árbitro(s): Fahad Al-Hosani     | Árbitro(s): Fahad Al-Hosani |

| 18 de abril de 2024 | Kuwait                                | 2-1 | Baréin           | Indoor Stadium Huamark, Bangkok |                              |
|                     | - Al-Farsi 32:26' - Al-Baeijan 34:38' |     | Al-Araibi 26:29' | Árbitro(s): Anatoliy Rubakov    | Árbitro(s): Anatoliy Rubakov |

| 20 de abril de 2024 | Afganistán                                            | 3-3 | Kuwait                                                   | Indoor Stadium Huamark, Bangkok |                            |
|                     | - Mahmoodi 1:53' - Hossein Poor 22:45', 29:38' (pen.) |     | - Al-Alban 10:49' - Al-Mansour 11:46' - Al-Fadhel 24:01' | Árbitro(s): Ryan Shepheard      | Árbitro(s): Ryan Shepheard |

| 20 de abril de 2024 | Baréin                                                | 3-5 | Irán                                                                                      | Indoor Stadium Huamark, Bangkok |                          |
|                     | - Al-Noaimi 11:24' - Sanjar 18:07' - Al-Araibi 29:16' |     | - Rafieipour 11:39' - Karimi 21:21' - Ahmadabbasi 28:34', 38:29' - Azimihematabadi 32:13' | Árbitro(s): Liu Jianqiao        | Árbitro(s): Liu Jianqiao |

| 22 de abril de 2024 | Irán                                                                        | 4-0 | Kuwait | Indoor Stadium Huamark, Bangkok   |                                   |
|                     | - Akrami 7:46' - Al-Farsi 16:33' (a.g.) - Ahmadabbasi 20:00', 32:03' (pen.) |     |        | Árbitro(s): Benjapol Mucharoensap | Árbitro(s): Benjapol Mucharoensap |

| 22 de abril de 2024 | Baréin                              | 2-3 | Afganistán                                       | Bangkok Arena, Bangkok  |                         |
|                     | - Ali 14:39' - Sanjar 16:51' (pen.) |     | - Norowzi 4:54' - Kazemi 25:01' - Gholami 34:10' | Árbitro(s): Andrew Best | Árbitro(s): Andrew Best |

## Fase final
- En la Fase final, la Prórroga y Tiros desde el punto penal Se usaría para decidir la ganadora si es necesario (No se utilizará tiempo extra en el partido por el tercer lugar).

### Cuadro general
|  | Quinto puesto    | Quinto puesto  |            |   | Play-offs 5.° - 8.° puesto | Play-offs 5.° - 8.° puesto |            |       | Cuartos de final | Cuartos de final |            |       | Semifinales   | Semifinales   |  |  | Final | Final |
|  |                  |                |            |   |                            |                            |            |       |                  |                  |            |       |               |               |  |  |       |       |
|  |                  |                |            |   |                            |                            |            |       |                  |                  |            |       |               |               |  |  |       |       |
|  |                  |                |            |   |                            |                            |            |       |                  |                  |            |       |               |               |  |  |       |       |
|  |                  |                |            |   |                            |                            |            |       | Tailandia        | 3                |            |       |               |               |  |  |       |       |
|  |                  |                |            |   |                            |                            |            |       | Tailandia        | 3                |            |       |               |               |  |  |       |       |
|  |                  |                | Irak       | 2 |                            |                            |            |       |                  |                  |            |       |               |               |  |  |       |       |
|  |                  | Irak           | Irak       | 2 | 3                          |                            |            |       |                  | Tailandia (p)    | 3 (6)      |       |               |               |  |  |       |       |
|  |                  |                |            |   | 3                          |                            |            |       |                  | Tailandia (p)    | 3 (6)      |       |               |               |  |  |       |       |
|  |                  |                | Afganistán | 5 |                            |                            | Tayikistán | 3 (5) |                  |                  |            |       |               |               |  |  |       |       |
|  | Tayikistán (t.s) | 2              | Afganistán | 5 |                            |                            | Tayikistán | 3 (5) |                  |                  |            |       |               |               |  |  |       |       |
|  | Tayikistán (t.s) | 2              |            |   |                            |                            |            |       |                  |                  |            |       |               |               |  |  |       |       |
|  |                  |                | Afganistán | 1 |                            |                            |            |       |                  |                  |            |       |               |               |  |  |       |       |
|  | Afganistán       | 5              | Afganistán | 1 |                            |                            | Tailandia  | 1     |                  |                  |            |       |               |               |  |  |       |       |
|  | Afganistán       | 5              |            |   |                            |                            | Tailandia  | 1     |                  |                  |            |       |               |               |  |  |       |       |
|  | Kirguistán       | 3              |            |   | Irán                       | 4                          |            |       |                  |                  |            |       |               |               |  |  |       |       |
|  | Kirguistán       | 3              | Uzbekistán | 2 | Irán                       | 4                          |            |       |                  |                  |            |       |               |               |  |  |       |       |
|  |                  |                | Uzbekistán | 2 |                            |                            |            |       |                  |                  |            |       |               |               |  |  |       |       |
|  |                  |                | Vietnam    | 1 |                            |                            |            |       |                  |                  |            |       |               |               |  |  |       |       |
|  | Séptimo puesto   | Séptimo puesto | Vietnam    | 1 | Vietnam                    | 2                          |            |       |                  |                  | Uzbekistán | 3 (4) | Tercer puesto | Tercer puesto |  |  |       |       |
|  | Séptimo puesto   | Séptimo puesto |            |   | Vietnam                    | 2                          |            |       |                  |                  | Uzbekistán | 3 (4) | Tercer puesto | Tercer puesto |  |  |       |       |
|  |                  |                |            |   | Kirguistán                 | 3                          |            |       | Irán (p)         | 3 (5)            |            |       |               |               |  |  |       |       |
|  | Irak             |                | Irán       | 6 | Kirguistán                 | 3                          | Tayikistán | 5 (1) | Irán (p)         | 3 (5)            |            |       |               |               |  |  |       |       |
|  | Irak             |                |            | 6 |                            |                            | Tayikistán | 5 (1) |                  |                  |            |       |               |               |  |  |       |       |
|  | Vietnam          |                |            |   | Kirguistán                 | 1                          |            |       | Uzbekistán (p)   | 5 (3)            |            |       |               |               |  |  |       |       |

### Cuartos de final
Los ganadores clasifican a la Copa Mundial de fútbol sala de la FIFA 2024.
| 24 de abril de 2024 | Tayikistán                           | 2-1 (t. s.) | Afganistán      | Indoor Stadium Huamark, Bangkok |  |
|                     | Hosseinpour 18:20' · Sardorov 46:06' |             | Mahmoodi 22:40' |                                 |  |

| 24 de abril de 2024 | Irán                                                                                           | 6-1 | Kirguistán     | Indoor Stadium Huamark, Bangkok |  |
|                     | Azimi 7:08' · Aghapour 9:20' · Ahmadabbasi 23:35' · Karimi 25:21', 35:36' · Hassanzadeh 36:40' |     | Amanbaev 8:08' |                                 |  |

| 24 de abril de 2024 | Tailandia                                  | 3-2 | Irak                             | Bangkok Arena, Bangkok |  |
|                     | Alongkorn 18:15', 30:30' · Therdsak 38:57' |     | Al-Husaynat 2:01' · Zeyad 15:54' |                        |  |

| 24 de abril de 2024 | Uzbekistán                      | 2-1 | Vietnam                  | Bangkok Arena, Bangkok |  |
|                     | Tulkinov 33:24' · Juraev 39:02' |     | Nguyễn Thịnh Phát 16:35' |                        |  |

### Semifinales
| 26 de abril de 2024 | Tailandia                                                                          | 3-3 (6-5 p.)               | Tayikistán                                                                       | Bangkok Arena, Bangkok |  |
|                     | Worsak 12:36' · Janphon 29:25' · Therdsak 37:15'                                   |                            | Salomov 19:54' · Khojaev 22:30', 28:35'                                          |                        |  |
|                     |                                                                                    | Tiros desde el punto penal |                                                                                  |                        |  |
|                     | Worasak · Jirawat · Ronnachai · Suphawut · Itticha · panut · Alongkorn · Narongsak |                            | Alimakhmadov · Umarov · Rizomov · Soliev · Sardorov · Kuziev · Khojaev · Salomov |                        |  |

| 26 de abril de 2024 | Uzbekistán                                                      | 3-3 (4-5 p.)               | Irán                                                                    | Indoor Stadium Huamark, Bangkok |  |
|                     | Juraev 6:31' · Akhmetzyanov 17:48', 24:40'                      |                            | Adilov 3:44' · Akhmetzyanov 23:46' · Azimi 28:39'                       |                                 |  |
|                     |                                                                 | Tiros desde el punto penal |                                                                         |                                 |  |
|                     | Juraev · Ropiev · Akhmetzyanov · Rakhmatov · Tulkinov · Botirov |                            | Rafieipour · Ahmadabbasi · Sangsefidi · Hassanzadeh · Aghapour · Karimi |                                 |  |

### Tercer lugar
| 28 de abril de 2024 | Tayikistán                                   | 5-5 (1-3 p.)               | Uzbekistán                                                                              | Bangkok Arena, Bangkok |  |
|                     | Rizomov 9:55', 29:32', 33:39' · Aliev 21:35' |                            | Khamroev 1:29' · Tulkinov 4:38' · Khudoyberdiev 23:40' · Ropiev 26:20' · Usmonov 39:07' |                        |  |
|                     |                                              | Tiros desde el punto penal |                                                                                         |                        |  |
|                     | Sardorov · Aliev · Umarov · Soliev           |                            | Juraev · Ropiev · Akhmetzyanov · Dilshod Rakhmatov · Tulkinov                           |                        |  |

### Final
| 28 de abril de 2024 | Tailandia | 1-4 | Irán | Bangkok Arena, Bangkok |  |

## Campeón
|                                   |
| Bandera de Irán                   |
| Campeón invicto Irán 13.er título |

## Clasificados a la Copa Mundial
| Selección  | Apariciones anteriores                             |
| ---------- | -------------------------------------------------- |
| Uzbekistán | 2 (2016, 2021)                                     |
| Tayikistán | 0 (debut)                                          |
| Irán       | 8 (1992, 1996, 2000, 2004, 2008, 2012, 2016, 2021) |
| Tailandia  | 6 (2000, 2004, 2008, 2012, 2016, 2021)             |
| Afganistán | 0 (debut)                                          |

1 Cursiva indica cuando fue país organizador.

## Goleadores
8 goles
- Saeid Ahmadabbasi

5 goles
- Mahdi Karimi
- Salim Faisal Al-Husaynat

4 goles
- Mehran Gholami
- Tareq Zeyad

3 goles
- Farzad Mahmoodi
- Behrouz Azimi
- Yūsei Arai
- Maksat Alimov
- Donierbek Amanbaev
- Samat Dzhanat uulu
- Kairat Kubanychov
- Shokhrukh Makhmadaminov
- Komron Aliev
- Bahodur Khojaev
- Samandar Rizomov
- Alongkorn Janphon
- Muhammad Osamanmusa
- Suphawut Thueanklang
- Abror Akhmetzyanov
- Sunatulla Juraev
- Elbek Tulkinov
- Akbar Usmonov

2 goles
- Reza Hosseinpour
- Akbar Kazemi
- Mahdi Norowzi
- Ali Al-Araibi
- Saleh Sanjar
- Ali Asghar Hassanzadeh
- Mustafa Ihsan Al-Bayati
- Harith Al-Obaidi
- Haedr Majed Al-Ogaili
- António Hirata
- Ko Ko Lwin
- Nawaf Mubarak Aroan
- Fayzali Sardorov
- Therdsak Charoenphong
- Worasak Srirangpirot
- Mashrab Adilov
- Dilshod Rakhmatov
- Nguyễn Mạnh Dũng

1 gol
- Omid Qanbari
- Mohammad Javad Safari
- Shervin Adeli
- Ethan De Melo
- Jamie Dib
- Tyler Garner
- Wade Giovenali
- Michael Kouta
- Ammar Hasan Ali
- Mirza Al-Noaimi
- Yakepujiang Maimaiti
- Xu Yang
- Salar Aghapour
- Ali Akrami
- Salar Aghapour
- Bagher Mohammadi
- Mohanad Abdulhadi Albu-Mohammed
- Muheb Al-Deen Al-Taiel
- Kentaro Ishida
- Kazuhiro Nibuya
- Yuta Tsutsumi
- Naser Al-Alban
- Sulman Al-Baeijan
- Saleh Al-Fadhel
- Ahmad Al-Farsi
- Omar Al-Mansour
- Daniiar Talaibekov
- Hlaing Min Tun
- Abdullah Al-Maghrabi
- Fares Fahad Al-Maleh
- Abdulilah Al-Otaibi
- Eihab Saied Mohamed
- Kim Seung-hyun
- Kyoung Jeong-soo
- Lee Han-wool
- Lim Seung-ju
- Yoo Kyung-dong
- Umed Kuziev
- Dilshod Salomov
- Muhamadjon Sharipov
- Apiwat Chaemcharoen
- Panat Kittipanuwong
- Itticha Praphaphan
- Jirawat Sornwichian
- Abbos Elmurodov
- Ilkhomjon Khamroev
- Mekhroj Khudoyberdiev
- Ikhtiyor Ropiev
- Đào Minh Quảng
- Nguyễn Thịnh Phát
- Nhan Gia Hưng
- Từ Minh Quang

Autogoles
- Reza Hosseinpoor (ante Tayikistán)
- Mahdi Norowzi (ante Kirguistán)
- Shen Siming (ante Birmania)
- Ahmad Al-Farsi (ante Irán)
- Mukhamed Askarbekov (ante Afganistán)
- Mashrab Adilov (ante Irán)
- Abror Akhmetzyanov (ante Irán)

## Posiciones finales
| Pos. | Equipo         | Pts. | PJ | G | E | P | GF | GC | Dif. | Final result                   |
| ---- | -------------- | ---- | -- | - | - | - | -- | -- | ---- | ------------------------------ |
| 1    | Irán           | 16   | 6  | 5 | 1 | 0 | 25 | 9  | +16  | Campeón                        |
| 2    | Tailandia (H)  | 13   | 6  | 4 | 1 | 1 | 17 | 11 | +6   | Finalista                      |
| 3    | Uzbekistán     | 14   | 6  | 4 | 2 | 0 | 20 | 13 | +7   | Tercer lugar                   |
| 4    | Tayikistán     | 10   | 6  | 2 | 4 | 0 | 15 | 12 | +3   | Cuarto lugar                   |
|      |                |      |    |   |   |   |    |    |      |                                |
| 5    | Irak           | 6    | 5  | 2 | 0 | 3 | 17 | 15 | +2   | Eliminados en cuartos de final |
| 6    | Vietnam        | 4    | 5  | 1 | 1 | 3 | 6  | 8  | −2   | Eliminados en cuartos de final |
| 7    | Afganistán     | 10   | 6  | 3 | 1 | 2 | 18 | 16 | +2   | Eliminados en cuartos de final |
| 8    | Kirguistán     | 8    | 6  | 2 | 2 | 2 | 17 | 22 | −5   | Eliminados en cuartos de final |
|      |                |      |    |   |   |   |    |    |      |                                |
| 9    | Japón          | 4    | 3  | 1 | 1 | 1 | 8  | 4  | +4   | Eliminados en fase de grupos   |
| 10   | Kuwait         | 4    | 3  | 1 | 1 | 1 | 5  | 8  | −3   | Eliminados en fase de grupos   |
| 11   | Birmania       | 4    | 3  | 1 | 1 | 1 | 4  | 7  | −3   | Eliminados en fase de grupos   |
| 12   | Arabia Saudita | 3    | 3  | 1 | 0 | 2 | 6  | 10 | −4   | Eliminados en fase de grupos   |
| 13   | Corea del Sur  | 1    | 3  | 0 | 1 | 2 | 5  | 12 | −7   | Eliminados en fase de grupos   |
| 14   | Baréin         | 0    | 3  | 0 | 0 | 3 | 6  | 10 | −4   | Eliminados en fase de grupos   |
| 15   | China          | 0    | 3  | 0 | 0 | 3 | 2  | 7  | −5   | Eliminados en fase de grupos   |
| 16   | Australia      | 0    | 3  | 0 | 0 | 3 | 6  | 13 | −7   | Eliminados en fase de grupos   |

 Fuente: AFC

## Derechos de transmisión
Lista de los derechos de transmisión del torneo en todo el mundo:
| Territorio         | Transmisión         |
| ------------------ | ------------------- |
| Australia          | Paramount+          |
| Bangladés          | T Sports            |
| China              | IQIYI Sports, Migu  |
| India              | FanCode             |
| Indonesia          | MNC Media, RCTI     |
| Irak               | Alrabiaa            |
| Japón              | DAZN                |
| Kirguistán         | KTRK                |
| Macao              | M Plus Live         |
| Malasia            | Astro SuperSport    |
| Maldivas           | MediaNet            |
| Oriente Medio      | beIN Sports, Alkass |
| Mongolia           | Premier Sports      |
| Birmania           | Canal+              |
| Arabia Saudita     | SSC                 |
| Corea del Sur      | tvN SPORTS          |
| República de China | ELTA                |
| Tailandia          | T Sports 7          |
| Timor Oriental     | MNC Media, RCTI     |
| Turkmenistán       | Saran Media         |
| EAU                | Abu Dhabi Media     |
| Uzbekistán         | MTRK                |
| Vietnam            | FPT                 |

| Territorio                          | Transmisión         |
| ----------------------------------- | ------------------- |
| Austria                             | Sportdigital        |
| Balcanes                            | Sport Klub          |
| Bulgaria                            | Gong.bg             |
| Caribe                              | ESPN                |
| Comunidad de Estados Independientes | TV Start            |
| Finlandia                           | MTV Kastomi         |
| Alemania                            | Sportdigital        |
| Kazajistán                          | Sport+              |
| Latinoamérica                       | Star+               |
| Oceanía                             | FreeTV Australia    |
| Papúa Nueva Guinea                  | MNC Media, RCTI     |
| África subsahariana                 | beIN Sports, Alkass |
| Suecia                              | TV4 Play            |
| Suiza                               | Sportdigital        |

## Play-offs
La competición de los play-offs dependía del desempeño de Uzbekistán, que se clasificó automáticamente para la Copa Mundial de fútbol sala de la FIFA 2024, como anfitriones. Como Uzbekistán ganó su serie en los cuartos de final, el formato de repesca se llevará a cabo para que los cuatro perdedores restantes de cuartos de final jueguen un repechaje de eliminación simple. El ganador de la eliminatoria 3 se clasificará para la Copa Mundial de Fútbol Sala de la FIFA 2024. 
En los play-offs, Prórroga y Tiros desde el punto penal se utilizan para decidir el ganador, si es necesario (Artículo 10 del Reglamento).

### Play-off 1 y 2
| 26 de abril de 2024 | Irak                                               | 3-5 | Afganistán                                                                  | Indoor Stadium Huamark, Bangkok |                               |
|                     | - Al-Husaynat 4:34', 26:26' - Albu-Mohammed 10:36' |     | - Kazemi 6:18' - Mahmoodi 9:55' - Gholami 12:28', 16:14' - J. Safari 39:58' | Árbitro(s): Hussein Al-Bahhar   | Árbitro(s): Hussein Al-Bahhar |

| 26 de abril de 2024 | Vietnam                         | 2-3 | Kirguistán                                                | Bangkok Arena, Bangkok             |                                    |
|                     | Nguyễn Mạnh Dũng 12:56', 37:24' |     | - Alimov 8:13' - Makhmadaminov 23:26' - Talaibekov 38:48' | Árbitro(s): Ebrahim Mehrabi Afshar | Árbitro(s): Ebrahim Mehrabi Afshar |

### Play-off 3
El ganador clasifica la Copa Mundial de fútbol sala de la FIFA 2024.
| 28 de abril de 2024 | Afganistán                                                                                    | 5-3 | Kirguistán                                                      | Bangkok Arena, Bangkok       |                              |
|                     | - Qanbari 07:29' - Askarbekov 28:35' (a.g.) - Kazemi 31:25' - Norowzi 34:52' - Gholami 38:45' |     | - Norowzi 29:58' (a.g.) - Amanbaev 36:20' - Dzhanat Uulu 39:56' | Árbitro(s): Anatoliy Rubakov | Árbitro(s): Anatoliy Rubakov |